# Franz Hofer (réalisateur)
Pour les articles homonymes, voir Franz Hofer (homonymie) et Hofer.
Franz Hofer, né le 31 août 1882 à Sarrebruck et mort le 5 mai 1945  à Berlin, est un réalisateur allemand.

## Filmographie partielle
- 1913 : Die schwarze Kugel oder Die geheimnisvollen Schwestern
- 1915 : Mademoiselle Piccolo  (Fräulein Piccolo)
- 1915 : Ein verliebter Racker (perdu)
- 1916 : Heidenröschen

## Prix Franz-Hofer
En 2002, la ville de Sarrebruck décide de créer un prix en son honneur, le prix Franz-Hofer (Franz-Hofer-Preis), qui sera attribué à des personnalités du cinéma. Le prix est décerné pour la dernière fois en 2013.

### Récipiendaires
- 2002 : Rolf Teigler
- 2003 : Lars von Trier
- 2004 : Steffen Hillebrand
- 2005 : Thomas Grube et Enrique Sánchez Lanch
- 2006 : Christian Moris Müller
- 2007 : Hinnerk Schönemann
- 2008 : Franziska Weisz
- 2009 : Hanno Koffler
- 2010 : Anna Fischer
- 2011 : Ludwig Trepte
- 2012 : Mark Waschke
- 2013 : Robert Gwisdek

## Crédit d'auteurs
- (de) Cet article est partiellement ou en totalité issu de l’article de Wikipédia en allemand intitulé « Franz Hofer (Filmregisseur) » (voir la liste des auteurs).